# Anthobolus
Anthobolus is een geslacht van struiken uit de familie Opiliaceae. De soorten komen voor in het westen en de centrale delen van Australië en op het eiland Nieuw-Guinea.

## Soorten
- Anthobolus erythrocaulis F.Muell.
- Anthobolus filifolius R.Br.
- Anthobolus foveolatus F.Muell.
- Anthobolus leptomeroides F.Muell.